# Eva Wahlström
Eva Wahlström est une boxeuse finlandaise née le 30 octobre 1980 à Loviisa. 

## Biographie
En 2018, Eva Wahlström affronte Katie Taylor au Madison Square Garden et s'incline à tous les rounds, les cartes des juges étant toutes identiques au gong du dixième et dernier round avec 100 points à 90 en faveur de l'Irlandaise.
En février 2020, Eva Wahlström est battue aux points par Terri Harper (en) et perd sa ceinture de championne du monde WBC. Un mois plus tard, la boxeuse finlandaise prend sa retraite sportive.